# Zdenek Pouzar
Zdenek Pouzar  (Říčany, 13 de abril de 1932 – 4 de junho de 2023)  foi um micologista tcheco. Junto com František Kotlaba, ele publicou vários trabalhos sobre a taxonomia de poliporos, corticióides e fungos branquiais. Pouzar era um notável especialista em pirenomicetos estromáticos. Até 2012, ele foi o editor-chefe da revista científica Czech Mycology.
A abreviação padrão do autor Pouzar é usada para indicar essa pessoa como o autor ao citar um nome botânico.